# Плечке, Бруно
Бруно Плечке (нем. Bruno Plaetschke; 18 октября 1897, Штрален, Пруссия — 13 апреля 1942, Берлин) — немецкий этнолог и географ.

## Биография
Плечке происходил из нижнесилезской фермерской семьи. После окончания средней школы в Штралене он отправился на службу в армию в качестве добровольца в 1914 году. Участвовал в немецкой экспедиции в Закавказье в 1918 году. Стал офицером грузинского легиона немецкой императорской армии. Служил до 1920 года. Награждён в Грузии орденом немецкого легиона Святой Тамары.
В 1921 году после своего возвращения Плечке был руководителем волонтёрской роты в своем родном округе в качестве члена Фрейкора. Позже принимал участие в борьбе Верхнесилезской самообороны против Польши и был ранен в Аннаберге. Плечке изучал экономику, географию, геологию, славистику и востоковедение во Вроцлаве, Вене и Кёнигсберге. Он получил докторскую степень в Кёнигсберге в 1929 году, а затем был ассистентом в Географическом институте до 1936 года. В 1935 году поступил в аспирантуру и был приглашен в качестве преподавателя.
Впоследствии Плечке стал доктором наук, профессором географии Кёнигсбергского университета.

## Научная деятельность
В 1920-х и 1930-х годах Плечке предпринял несколько исследовательских поездок в Россию, Туркестан, различные части Азии и Кавказа, в том числе через Северный Кавказ (1918—1920, 1927—1928), Маньчжурию и северо-восточную Монголию (1931—1932). Его книга о Чечне до сих пор имеет важное значение для истории и этнографии региона. В рамках научной и политической разработки польских тем вместе с Вернером Конце был представлен в качестве эксперта по «белорусским вопросам».

## Последние годы жизни
После начала Второй мировой войны был мобилизован в вермахт и отправлен на фронт. Дослужился до звания капитана, участвовал в тяжёлых оборонительных боях на Восточном фронте, получил ранение. 13 апреля 1942 году умер от последствий ранения в Берлинском военном госпитале.
Бруно Плечке автор более 20 научных статей, монографий и картографических изданий.

## Труды
- «Die Tschetschenen: Forschungen zur Völkerkunde des nordöstlichen Kaukasus auf Grund von Reisen in den Jahren 1918—20 und 1927/28», (1929)
- «Vom kulturellen Leben in den kleinen autonomen Gebieten des Nordkaukasus: Besprechung», (1928)
- «Mitteleuropa (außer Deutsches Reich) Osteuropa in Natur, Kultur und Wirtschaft», (1933)
- «Die Kaukasusländer», (1935)
- «Das Bergland der nordwestlichen Mandschurei», (1937)
- «Seller Image Landschaftskundliche Wesenszüge der östlichen Gobi», (1939)